# Luigi Cravetto
Luigi Cravetto (Verrès, 3 aprile 1911 – Torino, 25 giugno 2002) è stato un avvocato, imprenditore e dirigente sportivo italiano.

## Storia
Industriale nel campo siderurgico (era comproprietario delle Fonderie di Settimo Torinese), era entrato nel consiglio di amministrazione della Juventus sotto la presidenza di Gianni Agnelli.
Alle dimissioni dell'Avvocato nel settembre 1954 assunse la carica di reggente in triumviro insieme a Enrico Craveri (poi sostituito da Umberto Agnelli) e Marcello Giustiniani per circa un anno, fino a quando lo stesso Umberto Agnelli assunse prima la carica di commissario unico e poi la presidenza.